# Maria Wolska-Berezowska

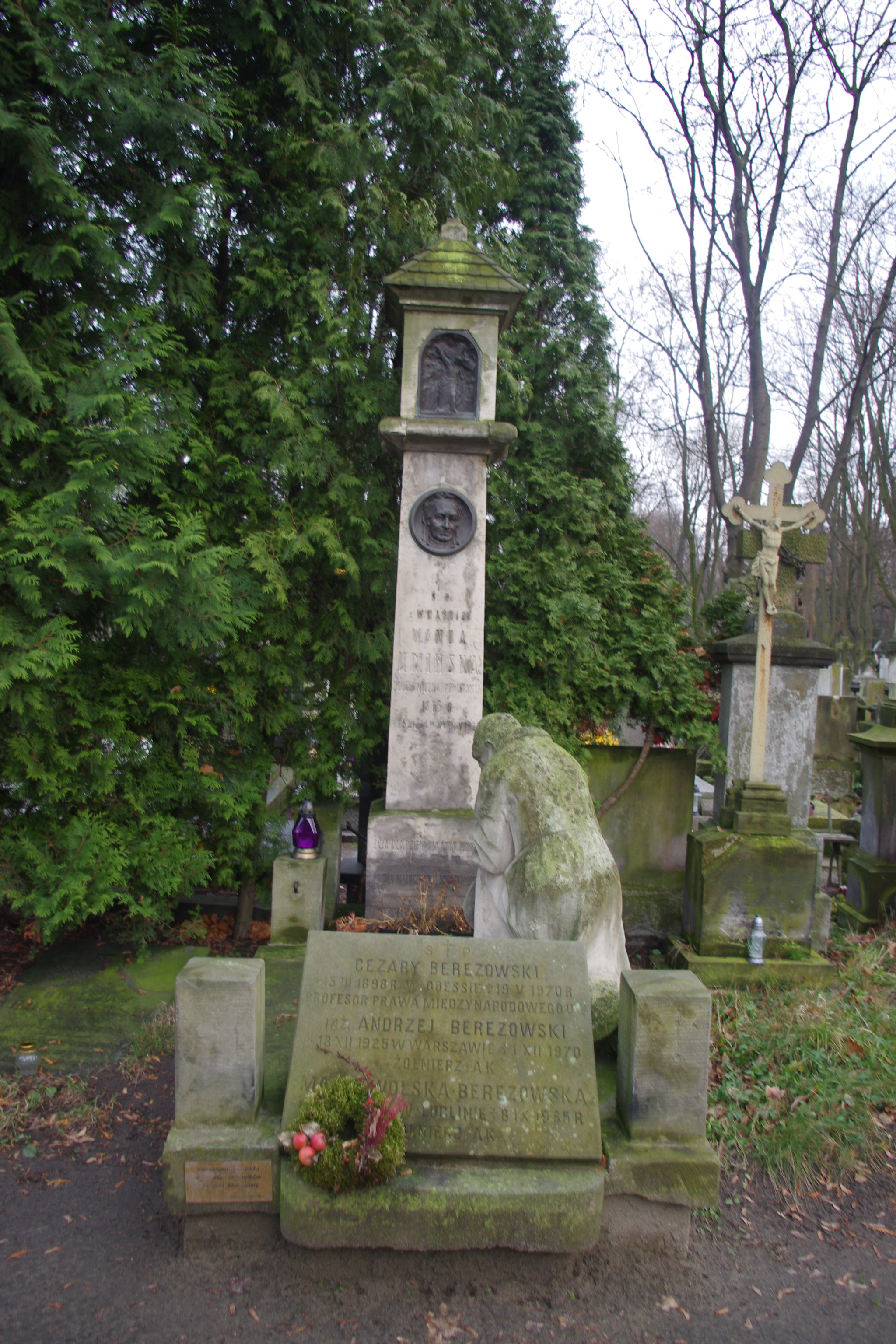
Grób Marii i Cezarego Berezowskich na cmentarzu Powązkowskim w Warszawie

Maria Wolska-Berezowska, h. Jelita (ur. 25 września 1901 w Lublinie, zm. 8 września 1985 w Warszawie) – polska malarka, graficzka i ceramiczka.

## Życiorys
Była córką Mieczysława Saryusza-Wolskiego i Stanisławy Wiktorii Julii z d. Bierzyńskiej.
Studiowała filologię polską na Katolickim Uniwersytecie Lubelskim. Następnie uczyła się malarstwa i rysunku w Szkole Sztuk Pięknych w Warszawie, a malarstwa freskowego i grafiki w szkole Blanki Mercère. Należała do Stowarzyszenia Polskich Artystów Grafików „Ryt” i Grupy Akwarelistów. W 1937 wzięła udział w wystawie „Łowiectwo w sztuce polskiej”, zorganizowanej przez Towarzystwo Zachęty Sztuk Pięknych w Warszawie. Natomiast w 1939 uczestniczyła w stołecznej wystawie „Świat kobiety”.
W latach okupacji niemieckiej doskonaliła technikę drzeworytu na kursach konspiracyjnych prowadzonych przez Adama Półtawskiego. Należała wówczas do podziemnego Koła Miłośników Grafiki i Ekslibrisu. Wstąpiła także do Armii Krajowej.
Po zakończeniu II wojny światowej pokazała w 1946 swoje prace w Wolnym Salonie na Festiwalu Sztuki w Lublinie. Niedługo później nawiązała współpracę z Instytutem Wzornictwa Przemysłowego. Kierowała nim Wanda Telakowska, dzięki zabiegom której, wraz z grupą artystów została skierowana do fabryki fajansu we Włocławku w celu zapoznania się z technikami ceramicznymi i podwyższenia poziomu artystycznego wzornictwa produkowanego asortymentu. Oprócz niej jeździli tam również Henryk Gaczyński, Wanda Manteuffel, Maria Gralewska i Marta Podoska-Koch. Regularne pobyty we Włocławku zaowocowały współpracą i przeprowadzanymi razem zajęciami warsztatowymi oraz nieco wymuszonymi, wyjazdowymi relacjami towarzyskimi. W rezultacie powołali nieformalną „Grupę Pięciu Ceramików”. W 1974 doszło do założenia już oficjalnej, ogólnopolskiej  Grupy Twórczej „Keramos”. Od ok. 1950 zajmowała się już tylko ceramiką i malarstwem freskowym.

### Małżeństwo i dzieci
Była żoną Cezarego Berezowskiego – prawnika i profesora Uniwersytetu Warszawskiego. Miała z nim syna – Andrzeja (1925–1970) i córkę – Martę, po mężu Rudzką.

## Wybrana twórczość

### Grafika
- Św. Hubert, 1939 – akwatinta
- Sobótki, 1939 – akwaforta z akwatintą
- Teka Ruiny Warszawy, 1946
  - Ulica Mazowiecka
  - Ulica Nowy Świat
  - Plac Małachowskiego
- Teka Stary Lublin
  - Ulica Cyrulicza
  - Dom na Złotej
  - Kościół Dominikanów

### Ceramika
- Kinkiet, lata 50.
- Patera z osiemnastowiecznym wizerunkiem Domu Kata w Koszalinie, 1973

### Druki akcydensowe
- Wolny Salon, 1946 – katalog wystawy